# Nakkapalle
Nakkapalle hay Nakkapalli là một thị trấn census town thuộc huyện Visakhapatnam, bang Andhra Pradesh.